# Čajový sáček

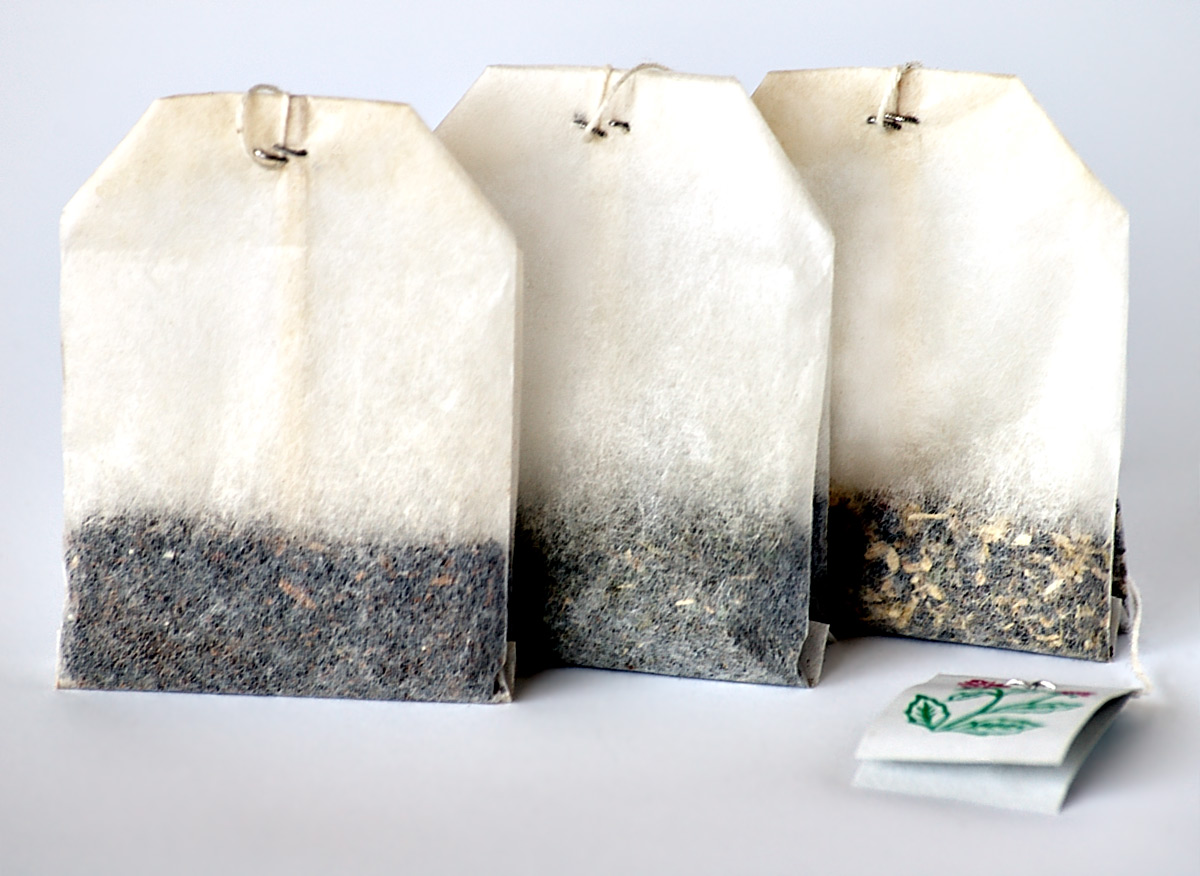
Tři různé čajové sáčky

Čajový sáček se používá pro zadržení čajových lístků, které by musely být jinak z nálevu odfiltrovány čajovým cedítkem.
První čajové sáčky byly ručně šity z hedvábí a patenty na ně jsou již z roku 1903. Komerčně se začaly úspěšně využívat v následujícím roce, kdy je Thomas Sullivan z New Yorku začal vyvážet do celého světa. Sáčky se počaly vyrábět z levnějších papírových vláken. Později se začal přidávat i polypropylen k jejich slepení. Nověji jsou i celé (často pyramidové) sáčky vyrobené z nylonu či PETu. 

## Uvolňování mikroplastů
Vědci z kanadské McGill University upozornili, že z jednoho plastového sáčku se do horké vody může dostat přes 11 miliard částic mikroplastů a 3 miliardy nanoplastů. Dostávají se pak do střevních buněk.